# John Hall (polityk)
John Hall (ur. 18 grudnia 1824 w Kingston upon Hull, zm. 25 czerwca 1907 w Christchurch) – nowozelandzki polityk, w latach 1879–1882 premier Nowej Zelandii.
Dzieciństwo i młodość spędził w Anglii. W 1852 wyemigrował do Nowej Zelandii z zamiarem podjęcia hodowli owiec. Już rok później został wybrany do Rady Prowincji Canterbury, a następnie piął się po kolejnych szczeblach kariery w administracji lokalnej prowincji oraz jej stolicy, miasta Christchurch.
W 1866 znalazł się w parlamencie całej kolonii, a wkrótce potem po raz pierwszy zasiadł w rządzie, odpowiadając za sprawy poczty w gabinecie Edwarda Stafforda. W 1869 jego karierę polityczną przerwał zły stan zdrowia. Hall jeździł na leczenie nawet do Anglii, w 1876 krótko był też członkiem rządu Harry’ego Atkinsona, ale na dobre wrócił do wielkiej polityki dopiero w 1879. Najpierw został liderem opozycji, a wkrótce potem zdołał przeforsować wotum nieufności dla gabinetu George’a Greya, co utorowało mu drogę do stanowiska premiera. Rządził przez trzy lata, jednak w kwietniu 1882 jego stan pogorszył się na tyle, że nie był już w stanie sprawować urzędu i ustąpił.
Jeszcze przez 11 lat po swojej dymisji zasiadał w parlamencie i był jednym z autorów ustawy, która dawała kobietom prawa wyborcze (weszła w życie w 1883). Nowa Zelandia była pierwszym krajem na świecie, który przyznał paniom takie uprawnienia. W 1942 jego wnuczka Mary Grigg została deputowaną jako zaledwie czwarta kobieta w historii Nowej Zelandii.
W 1882 Hall otrzymał tytuł szlachecki. Ostatnie lata życia spędził w Christchurch, którego władze w 1906 przyznały mu tytuł honorowego burmistrza miasta. Tam też zmarł w 1907, mając 82 lata.